# Trebnitz (Burgenlandkreis)
Trebnitz (Burgenlandkreis) este o comună din landul Saxonia-Anhalt, Germania.